# Heilig-Kreuz-Kirche (Berlin-Kreuzberg)

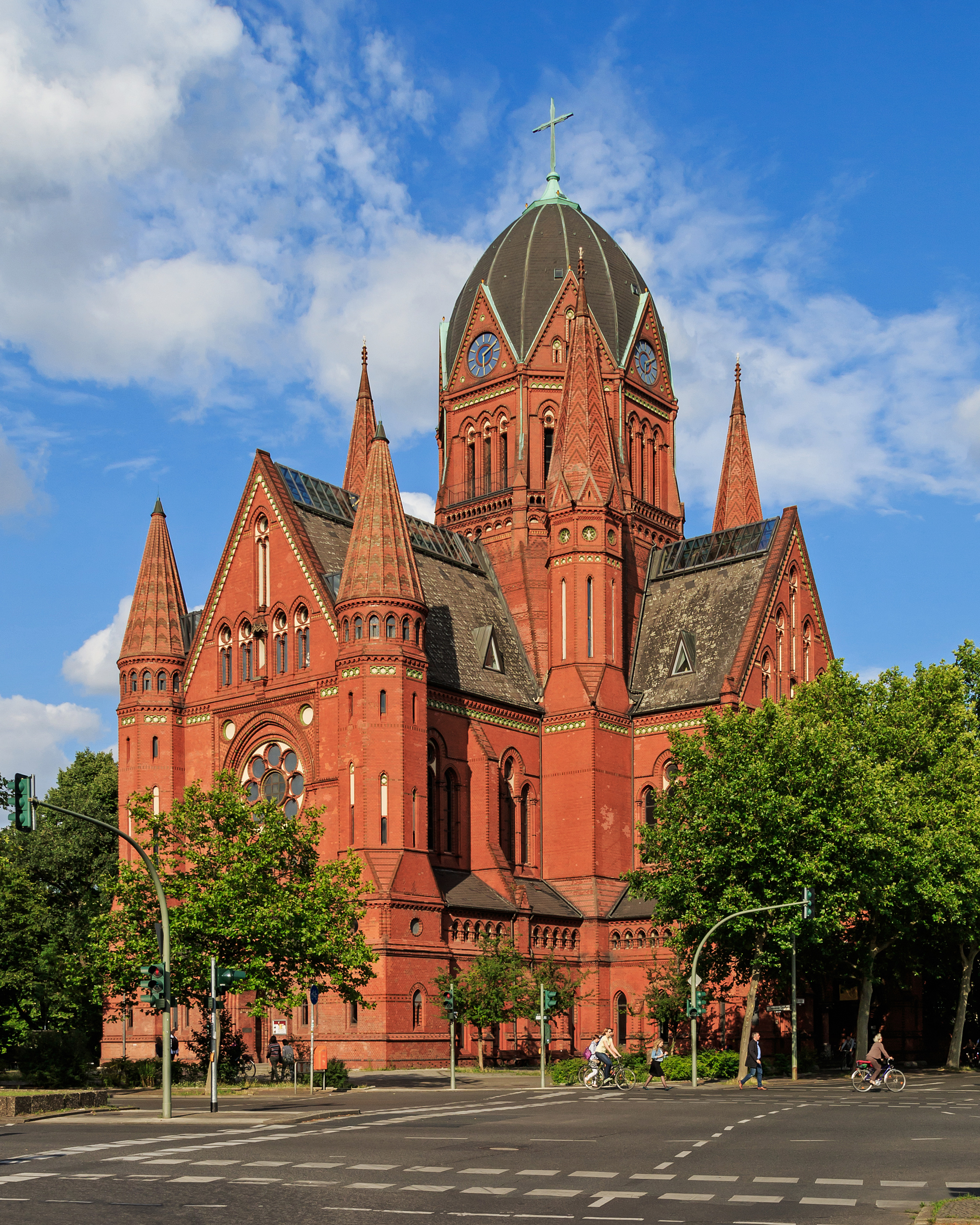
Heilig-Kreuz-Kirche in Berlin-Kreuzberg

Die Heilig-Kreuz-Kirche ist eine evangelische Kirche im Berliner Ortsteil Kreuzberg des Bezirks Friedrichshain-Kreuzberg. Sie liegt an der Zossener Straße kurz vor dem Landwehrkanal, schräg gegenüber den Friedhöfen vor dem Halleschen Tor. Sie wurde zwischen 1885 und 1888 nach Plänen des Baumeisters Johannes Otzen unter der Bauleitung von Julius Kleinau errichtet. Am 1. Februar 2000 wurde die ehemalige Heilig-Kreuz-Kirchengemeinde (gegründet 1865, 125-jähriges Bestehen festlich begangen am 11. Juni 1990) mit der Passionsgemeinde in der Evangelischen Kirchengemeinde Heilig-Kreuz-Passion des Kirchenkreises Berlin Stadtmitte vereinigt. Am 1. Januar 2023 folgte die Fusion der Kirchengemeinde Heilig-Kreuz-Passion mit der benachbarten Jesus-Christus-Kirchengemeinde zur Evangelischen Kirchengemeinde vor dem Halleschen Tor.

## Geschichte

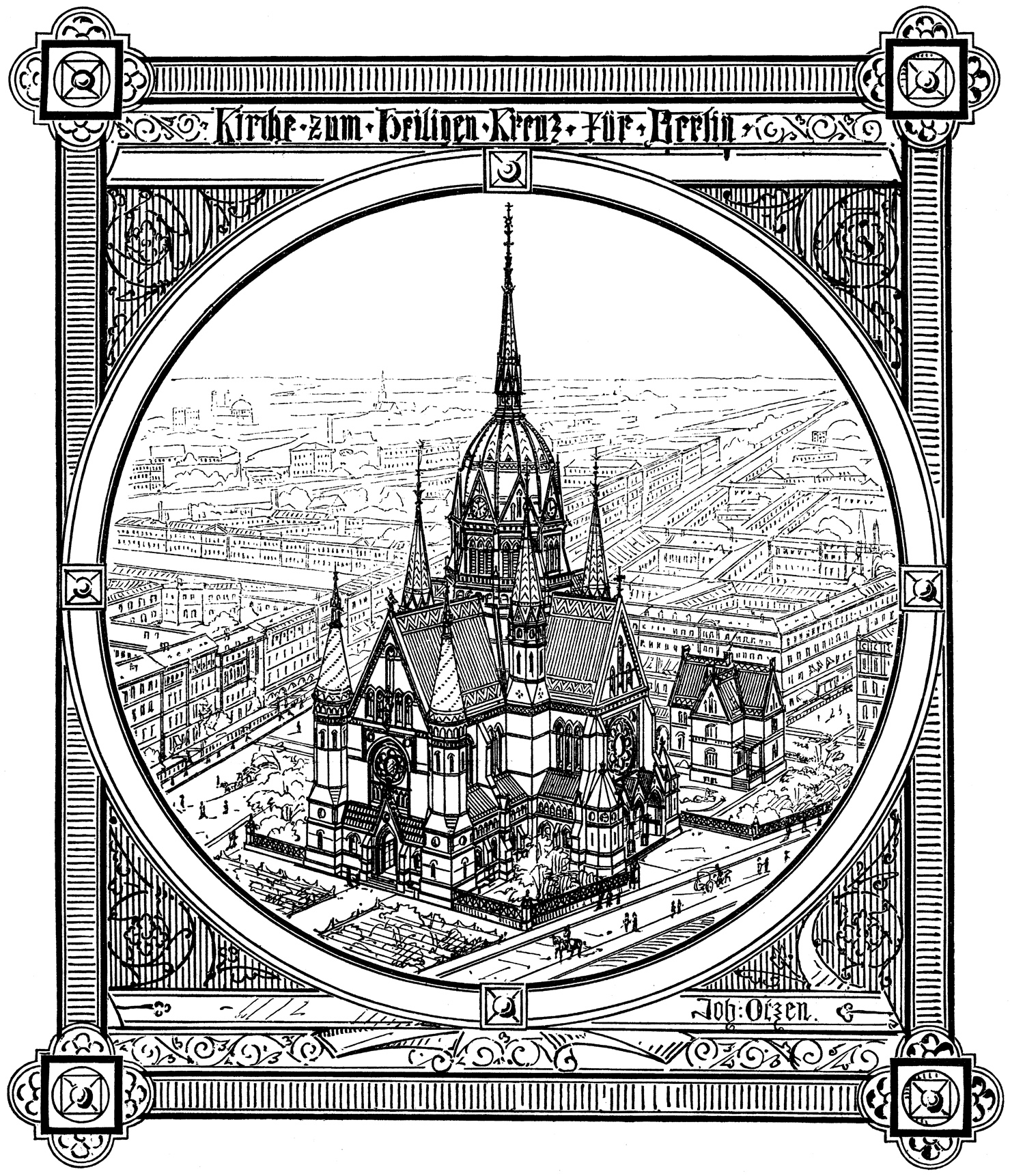
Zeichnung der Kirche von Johannes Otzen, um 1885

Die 1885–1888 in gotischen Formen erbaute Heilig-Kreuz-Kirche wurde nach der biblischen Geschichte Kirche zum Heiligen Kreuz benannt und erinnert an die Nähe zum Berliner Kreuzberg. Sie besteht aus Lang- und Querhaus mit einem Vierungsturm, dessen Kuppel in 19 m Höhe beginnt. Nach der Grundsteinlegung am 18. April 1885 wurde der Bau am 27. Oktober 1888 im Beisein Kaiser Wilhelms II. und seiner Frau Auguste Viktoria eingeweiht, die den Altar stiftete.
Durch alliierte Luftangriffe im Zweiten Weltkrieg zerstört, wurde das Gotteshaus 1951–1959 in vereinfachter Form wieder aufgebaut. Ab 1987 erstmals instand gesetzt, erfolgte 1995 unter Mitwirkung der Architektengruppe Wassertorplatz (unter anderem Uwe Evers, Wolfgang Göschel, Herbert Rebel, Joachim von Rosenberg) eine umfassende Sanierung mit Umbau für eine kirchliche wie auch weltliche Nutzung.
Vor dem Zweiten Weltkrieg hatte der Kirchturm eine lange Spitze, die ihm eine Gesamthöhe von 81 m verlieh. Der wiederaufgebaute Turm hat diese Spitze nicht und misst 59,3 m.
Der Kirchenraum beherbergt nun auch moderne Kunstwerke wie farbige Glasfenster von Johannes Schreiter und ein Triptychon Christus im Holocaust von Ismond Rosen (1924–1996)
aus dem Jahr 1996. Am 16. November 2022 wurden zwei weitere Skulpturen (Die Berliner Mauer und Die Wächter) von Ismond Rosen der Gemeinde präsentiert.
Der angeschlossene Kirchgarten besitzt einen kleinen Wasserfall.
Eine umfassende Darstellung der Geschichte der Kirche und der Gemeinde erschien 1995 in der Monografie Kreuz und Pickelhaube (siehe unter Literatur). Das 125-jährige Bestehen der Gemeinde wurde am 11. Juni 1990 in der Kirche gefeiert. Die Predigt hielt Superintendent Lothar Wittkopf, ein Grußwort sprach der damalige Regierende Bürgermeister von Berlin, Walter Momper. Bei der Vortrags- und Diskussionsveranstaltung am 12. Juni zum Thema 125 Jahre Heilig-Kreuz: Kirche in der Großstadt sprachen Klaus Duntze, Wolfgang Grünberg, Manfred Karnetzki, Günter Krusche und Martin Neddens.
Am 26. Oktober 2013 beging die Gemeinde mit einem Fest die 125-Jahr-Feier zur Einweihung der Kirche. Den Festgottesdienst hielt der Berliner Landesbischof Markus Dröge.
Die Gemeindezeitschrift der Ev. Kirchengemeinde vor dem Halleschen Tor, Kiez und Kirche, steht im Internet zur Verfügung.

## Nutzung
Das Kirchengebäude mit seinen Erweiterungen kann für Veranstaltungen mit bis zu rund 550 Teilnehmern genutzt werden. So wurde hier 2014 der Deutsche Schulpreis verliehen. Um den nach allen Seiten offenen Großraum sind mehrere kleinere Räume und ein Kirchencafé gruppiert. Verantwortlich für die Veranstaltungen ist die Halle Luja Kulturmanagement GmbH.
Die Heilig-Kreuz-Passionsgemeinde engagiert sich stark in der Stadtteilarbeit wie Obdachlosen-, Armen- und Flüchtlingshilfe. Dabei besteht das Team, das verantwortlich für Auf- und Abbauarbeiten sowie Betreuung der Veranstaltungen ist, zum Teil aus dabei betreuten Menschen. Mitte Juni 2023 fand in der Kirche ein Zukunftsdialog der Letzten Generation mit Hans Joachim Schellnhuber, Anny Hartmann, Jean-Philippe Kindler, Konstantin Wecker und Heinrich Strößenreuther statt.

## Orgel

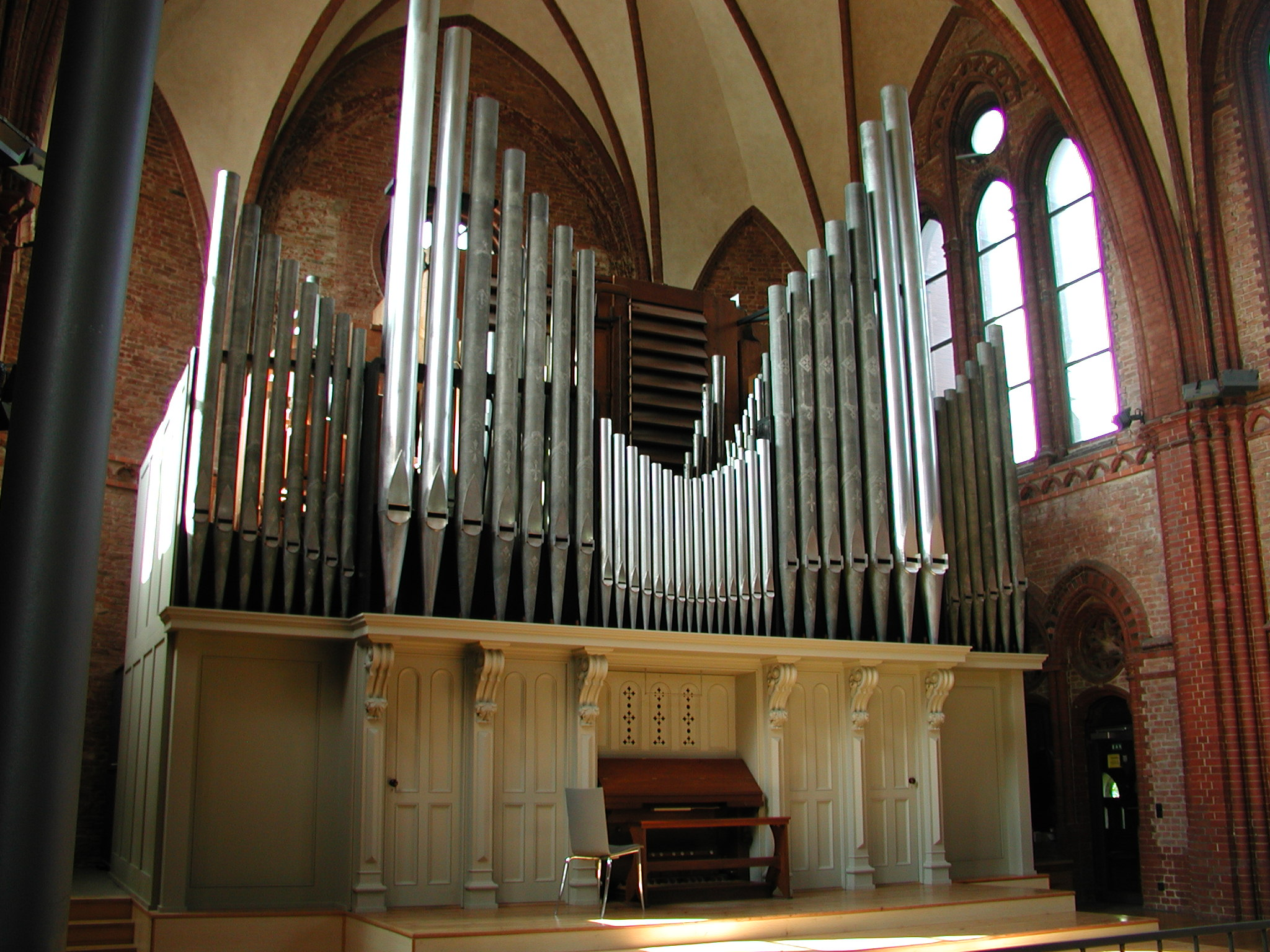
Hook-Orgel

Die Orgel wurde in den Jahren 1870–1871 als op. 553 von den Gebrüdern Elias (1805–1881) und George G. Hook (1807–1880) aus Boston für die First Unitarian Church in Woburn/USA angefertigt. Das Instrument besaß kein eigenes Gehäuse, sondern stand in einer Nische hinter dem Altar. Die Orgel hatte 38 Register und ein Glockenspiel auf drei Manualwerken und Pedal und war mit Barker-Maschinen ausgestattet. Die Trakturen des Schleifladen-Instruments waren mechanisch.
Im Jahr 1991 kaufte die Heilig–Kreuz-Kirchengemeinde das historische Instrument aus Woburn und beauftragte die Orgelbaufirma Hermann Eule mit der Restaurierung und Aufstellung in der Heilig-Kreuz-Kirche. In diesem Zuge wurde die Gold-Broncierung der Prospektpfeifen abgetragen, wodurch die ursprünglichen auf den Pfeifen befindlichen Ornamente freigelegt wurden. Das Solo-Werk steht direkt hinter dem „Great“, das Schwellwerk („Swell“) befindet sich über dem Solo-Werk. Im Oktober 2001 wurde die Orgel wiedereingeweiht. Zum Doppeljubiläum (150 Jahre Hook-Orgel / 20 Jahre Hook-Orgel in der Heilig-Kreuz-Kirche) fand 2021 eine Grundsanierung und Erweiterung mit einem Trombone-Register statt. Die Gemeinde sammelte dafür Spenden mit der Vergabe sogenannter Orgelpatenschaften. Die Sanierungsarbeiten wurden auch vom Landesdenkmalamt Berlin gefördert. Nach Abschluss der Sanierungsarbeiten konnte die Orgel in einem festlichen Programm vom 30. April 2022 bis 1. Mai 2022 unter dem Motto: Ein Fest für alle Sinne – 24 Stunden Hook–Orgel erklingen. Übernachtung im Kirchenraum auf Yogamatten war möglich. Die letzte Sanierung führte das Unternehmen Orgelbau Schulte aus Kürten durch. Frühere Kantoren waren unter anderen der augenblickliche Landeskirchenmusikdirektor Gunter Kennel. Derzeitiger Organist ist der Regionalkantor Johannes Stolte.
| I Solo Organ C–a3 |                  |     |
| 1.                | Lieblich Gedackt | 16′ |
| 2.                | Geigenprinzipal  | 08′ |
| 3.                | Dulciana         | 08′ |
| 4.                | Melodia          | 08′ |
| 5.                | Violin Principal | 04′ |
| 6.                | Flute d’Amour    | 04′ |
| 7.                | Picolo           | 02′ |
| 8.                | Clarionet        | 08′ |
|                   | Tremulant        |     |
|                   | Carillon (g0–h2) |     |

| II Great Organ C–a3 |                      |        |
| 09.                 | Double Open Diapason | 16′    |
| 10.                 | Open Diapason        | 08′    |
| 11.                 | Viola da Gamba       | 08′    |
| 12.                 | Viol d’Amour         | 08′    |
| 13.                 | Doppelfloete         | 08′    |
| 14.                 | Flauto traverso      | 04′    |
| 15.                 | Principal            | 04′    |
| 16.                 | Twelfth              | 02 ⁄3′ |
| 17.                 | Fifteenth            | 02′    |
| 18.                 | Mixture III          | 02′    |
| 19.                 | Acuta III            | 01′    |
| 20.                 | Trumpet              | 08′    |

| III Swell Organ C–a3 |                  |        |
| 21.                  | Bourdon Treble   | 16′    |
| 22.                  | Bourdon Bass     | 16′    |
| 23.                  | Open Diapason    | 08′    |
| 24.                  | Stopped Diapason | 08′    |
| 25.                  | Aeoline          | 08′    |
| 26.                  | Salicional       | 08′    |
| 27.                  | Flute harm.      | 04′    |
| 28.                  | Principal        | 04′    |
| 29.                  | Cornet III       | 02 ⁄3′ |
| 30.                  | Vox humana       | 08′    |
| 31.                  | Cornopean        | 08′    |
| 32.                  | Oboe             | 08′    |
|                      | Tremulant        |        |

| Pedal Organ C–f1 |                      |         |
| 33.              | Double Open Diapason | 16′     |
| 34.              | Violone              | 16′     |
| 35.              | Double Culciana      | 16′     |
| 36.              | Quint                | 10 2⁄3′ |
| 37.              | Violoncello          | 08′     |
| 38.              | Prinzipal            | 08′     |

- Koppeln: III/I, I/P, II/P, III/P
- Spielhilfen: diverse feste Kombinationen (Swell Forte, Swell Piano, Great Forte, Great Piano), Pedalventil, Barker-Maschine

CD-ROM zur Orgel
- Elias & George G. Hook – Die Orgel op. 553, Gunter Kennel an der Hook-Orgel der Kirche „Zum Heiligen Kreuz“ Berlin-Kreuzberg, Produktion: 2001 label harp, Ev. Kirchengemeinde Heilig Kreuz – Passion, Aufnahme: 20.–22. September 2001, Hermann Eule, Orgelbau: Restaurierung 2000/01 (III/39), Bestell-Nr. LA 75506.